# Charles Auguste Frossard
Charles Auguste Frossard, francoski general in vojaški inženir, * 1807, † 1875.